# Karasoekcultuur
De Karasoekcultuur (Russisch: Карасукская культура), afgeleid van de Karasoek (betekent letterlijk "het zwarte water" in het Turks) een rechter zijrivier van de Jenisej, was een bronstijdcultuur aan het eind van het 2e millennium v.Chr., in het gebied van de Midden-Jenisej, in Chakassië en de Minoesinskdepressie in het zuiden van Siberië. In bredere zin worden ook vondsten in het gebied tussen de Jenisej en het Aralmeer onder deze naam gegroepeerd.
De Karasoekcultuur kwam voort uit de lokale vorm van de Andronovocultuur, die het gebied in de 14e – 13e eeuw v.Chr. bereikte en de voorafgaande Okoenevcultuur verdrong. Zij werd vanaf de 9e eeuw v.Chr. opgevolgd door de Tagarcultuur.

## Kenmerken
In het bijzonder valt de cultuur op door haar bronswaren. Oorspronkelijk gebaseerd op Andronovo-vormen, ziet men in latere fases invloeden van de Plaatgrafcultuur uit Mongolië en het noorden van China. Tijdens haar bloeiperiode (Kamenny Log) reikten de handelsbetrekkingen naar het oosten terwijl de relaties met het westen zwakker werden.
De keramiek is meer in de traditie van de Andronovocultuur. Het karakteristieke aardewerk toont verwijzingen naar West-Siberische culturen als de Irmencultuur en bestaat uit schotel- tot potvormige vaten met een afgeronde wand en trechtervormige rand. Ze hebben als versiering horizontale groeven en rondom ingedrukte rijen, en aan de Andronovocultuur herinnerende complexe ingesneden patronen.
De nederzettingen van de Karasoekcultuur omvatten meestal minder dan tien kuilwoningen, die in Torgasjak in zuidwestelijk Chakassië rond een centraal plein gelegen waren. Mogelijk werden de nederzettingen deels slechts in bepaalde seizoenen gebruikt. Botten van dieren suggereren dat de economie waarschijnlijk werd gedomineerd door veeteelt. Vondsten tonen het plaatselijk bewerken van brons en koper.
Het grootste deel van de vindplaatsen bestaat uit begraafplaatsen. De grafaanlagen omvatten elk tot drie steenkisten, bedekt met houten planken en stenen en omgeven door een vierkante stenen omheining. Soms werden over de graven grafheuvels opgeworpen. De doden werden begraven in gehurkte positie (hurkgraf), het hoofd naar het noordwesten. De grafgiften bestonden uit een of twee potten, bronzen voorwerpen en beenderen kammen. De grafgiften tonen, zoals bij de voorafgaande Andronovocultuur, geen duidelijke sociale verschillen.

## Genetica
Van DNA geëxtraheerd uit de resten van twee mannen uit de Karasoekcultuur werd vastgesteld dat deze tot de Y-chromosoom haplogroep R1a behoorden. Gewonnen mitochondriaal DNA van twee vrouwelijke overblijfselen van deze cultuur behoorde tot de Haplogroep U5a1 en U4 lijnen. De studie stelde vast dat de personen licht haar en blauwe of groene ogen hadden.

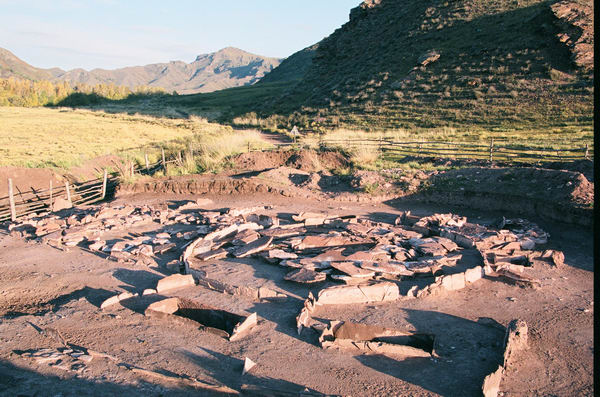
begraafplaats van de Karasoekcultuur nabij het dorp Kazanovka, republiek Chakassië
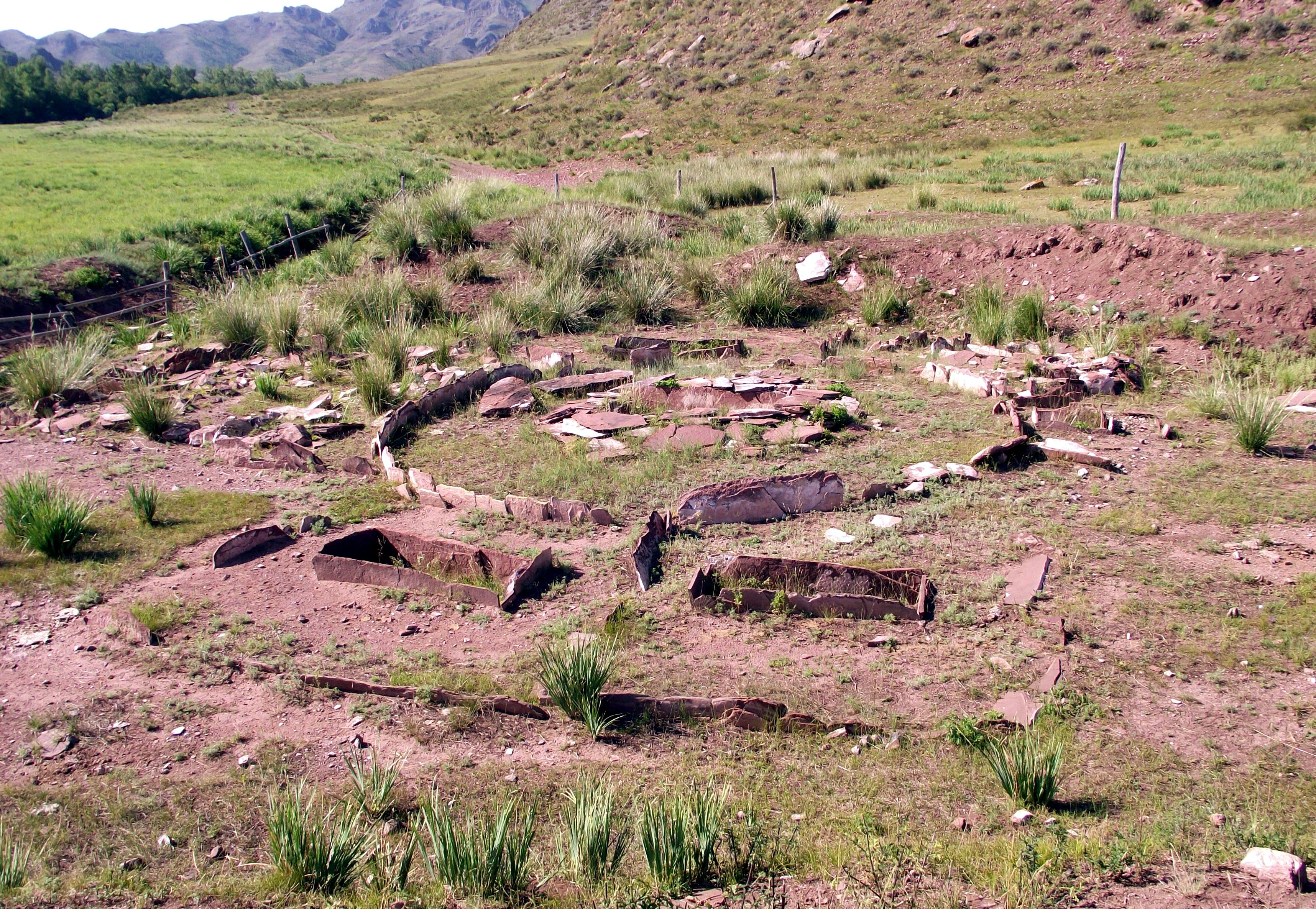
begraafplaats
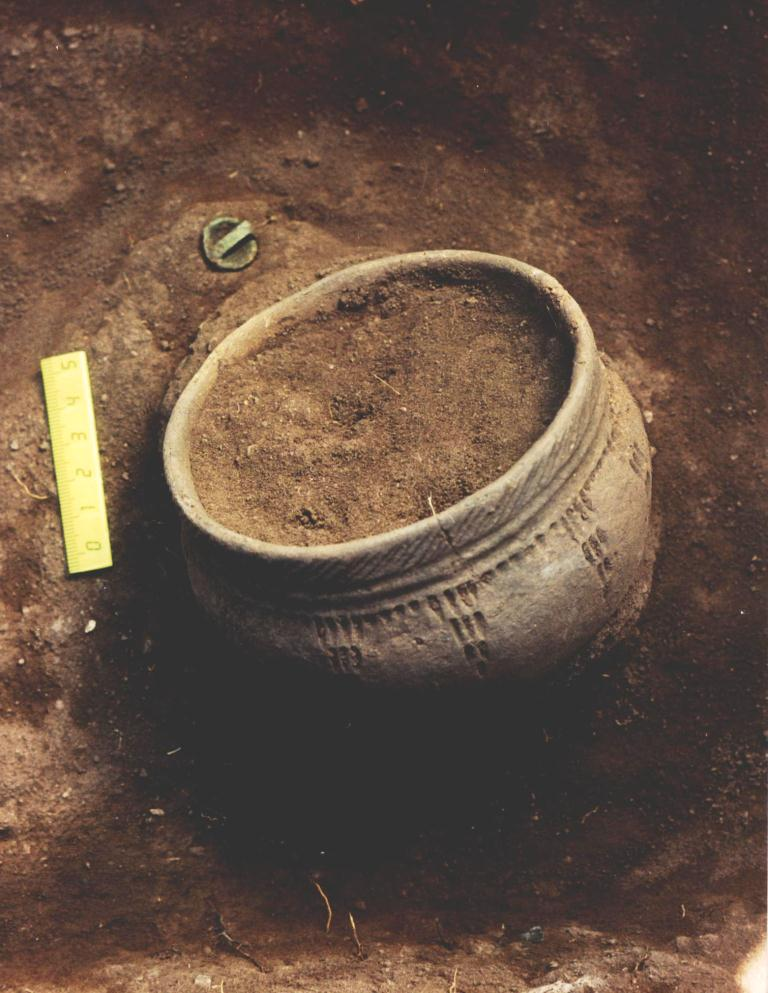
vaatwerk